# Filip Zacok
Filip Zacok (Poprad, 1996) è un giocatore di football americano finlandese con cittadinanza slovacca che gioca come defensive lineman per i Seinäjoki Crocodiles.
In precedenza ha giocato anche per gli Indiana State Sycamores.